# Mortalium animos
Mortalium animos (les « esprits des mortels » en latin) est une encyclique du pape Pie XI sur l'unité de l'Église de Jésus-Christ. Donnée le 6 janvier 1928, elle pose un regard critique sur le mouvement œcuménique moderne, notamment après les conversations de Malines. Par ce document, Pie XI réaffirme que l'unique Église fondée par Jésus-Christ est l'Église catholique.

## Contenu

### La vérité révélée
Le document dénonce énergiquement le panchristianisme, le faux irénisme, l'indifférentisme et le relativisme. Il constate que la majorité des organes œcuméniques accordent une trop faible place à la notion de vérité telle que la définit l'Église catholique.
Pie XI considère en effet que les partisans d'une « entente fraternelle sur la profession de certaines doctrines considérées comme un fondement commun de vie spirituelle », qui tiennent « des congrès, des réunions, des conférences, fréquentés par un nombre appréciable d'auditeurs, et, à leurs discussions, ils invitent tous les hommes indistinctement, les infidèles de tout genre comme les fidèles du Christ », se livrent à des entreprises qui « ne peuvent, en aucune manière, être approuvées par les catholiques, puisqu'elles s'appuient sur la théorie erronée que les religions sont toutes plus ou moins bonnes et louables, en ce sens que toutes également, bien que de manières différentes, manifestent et signifient le sentiment naturel et inné qui nous porte vers Dieu et nous pousse à reconnaître avec respect sa puissance ». 
Il ajoute que « les partisans de cette théorie s'égarent en pleine erreur, mais de plus, en pervertissant la notion de la vraie religion ils la répudient, et ils versent par étapes dans le naturalisme et l'athéisme », de sorte que, pour les catholiques, adhérer à cette théorie reviendrait à « s'éloigner complètement de la religion divinement révélée ».

### Ut unum sint
L'argument déployé contre les panchrétiens est le fait que ceux-ci rejettent l'unicité de l'Église du Christ. Le caractère unique de l'Église, ainsi que son caractère universel, apostolique et pétrinien est démontré à partir de citations des Évangiles.
Le fait que le Christ lui-même demande à son Père que ses disciples soient "un" (ut unum sint, Jn 17:21)est le principal argument invoqué par les panchrétiens, regroupés dans « des associations largement répandues, que dirigent, le plus souvent, des non catholiques, quelles que soient leurs divergences en matière de foi. Leur entreprise est, d'ailleurs, poursuivie si activement qu'elle obtient en beaucoup d'endroits l'accueil de personnes de tout ordre et qu'elle séduit même de nombreux catholiques ». Pourtant, « sous les séductions et le charme de ces discours, se cache une erreur assurément fort grave, qui disloque de fond en comble les fondements de la foi catholique ».
L'encyclique s'oppose aussi au piétisme et à l'archéologisme, qui prétendent que l'unité visible de l'Église existait seulement aux temps apostoliques. Le fédéralisme religieux est réprouvé comme étant essentiellement non catholique.
Le pape écrit que le véritable sens de la phrase de l'Évangile selon Jean « Ut unum sint » (Jn 17:21-22) est le retour heureux des brebis égarées dans la barque de Pierre. Il trouve difficilement compréhensible l'idée que les adversaires de la Tradition puissent se coaliser avec les défenseurs de celle-ci.
Selon Pie XI, il n'y a pas de hiérarchie des dogmes comme on pourrait parler de hiérarchie des valeurs, car chaque dogme exprime un aspect de la foi révélée, le dépôt de la foi n'étant pas divisible en articles de foi susceptibles d'être choisis ou non au gré des préférences individuelles, ou d'être jugés plus importants que d'autres. 
Il cite Lactance et Cyprien de Carthage pour montrer que les Pères de l'Église ont toujours considéré l'Église catholique comme la seule et unique Église.
Dans la conclusion, le pape fait valoir qu'il souhaite véritablement l'union de tous les chrétiens, mais que cette union doit être conduite par le prince des apôtres, Pierre, comme il est écrit dans l'Évangile.